# Лебершиц
Лебершиц (њем. Löberschütz) општина је у њемачкој савезној држави Тирингија. Једно је од 93 општинска средишта округа Зале-Холцланд. Према процјени из 2010. у општини је живјело 142 становника. Посједује регионалну шифру (AGS) 16074054.

## Географски и демографски подаци
Лебершиц се налази у савезној држави Тирингија у округу Зале-Холцланд. Општина се налази на надморској висини од 165 метара. Површина општине износи 3,1 km². У самом мјесту је, према процјени из 2010. године, живјело 142 становника. Просјечна густина становништва износи 46 становника/km².